# Cultura di Saltovo-Majaki

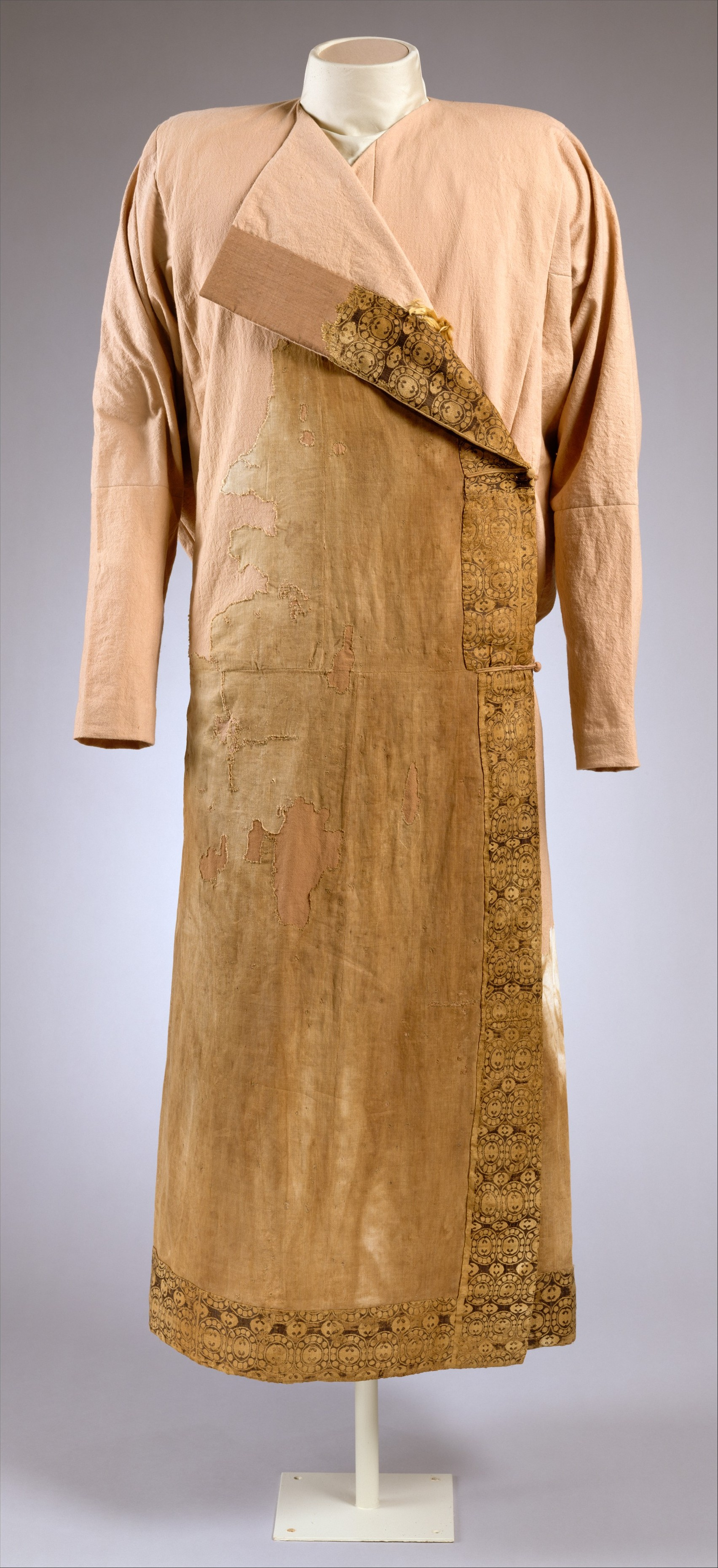
Caffettano proveniente dal Caucaso nordoccidentale, secoli VIII-X, dalla regione dell'Alania.

Cultura di Saltovo-Majaki è il nome dato dagli archeologi alla cultura altomedievale della regione della steppa pontica approssimativamente tra i fiumi Don e Dnepr, che fiorì tra l'inizio dell'VIII secolo e la metà del X.

## Storia
Ci fu una forte influenza della cultura di Saltovo-Majaki nell'area della cultura di Volyncevo, a nordovest del suo principale territorio di sviluppo. Durante il IX secolo la cultura di Saltovo-Majaki fu strettamente associata al Khanato dei Cazari, e i siti archeologici risalenti a quel periodo sono per gli storici un mezzo per risalire all'influenza cazara.

## Caratteristiche
La cultura materiale di Saltovo-Majaki era "abbastanza uniforme" tra le diverse tribù.

## Etnicità
La cultura si sviluppò da un crogiuolo d'influenze di Onoguri, Cazari, Peceneghi, Magiari, Alani e Slavi.

## Genetica
Uno studio genetico pubblicato su Nature nel maggio 2018 ha esaminato i corpi di tre maschi della cultura di Saltovo-Majaki sepolti nell'oblast' di Belgorod, in Russia, tra il 700 e il 900 d.C. circa. Il campione di DNA Y estratto apparteneva all'aplogruppo R1. I tre campioni di DNA mitocondriale estratti appartenevano agli aplogruppi I, J1b4 e U7a4.